# John Simm
John Simm est un acteur anglais (théâtre, télévision, cinéma) né le 10 juillet 1970 à Leeds au Royaume-Uni.
Il est particulièrement connu pour son rôle de l'inspecteur Sam Tyler dans la série Life on Mars, et pour avoir interprété le Maitre dans les saisons 3, 4 et 10 de la deuxième série de Doctor Who. Dans la série Jeux de pouvoir par ailleurs, il tient le rôle du  journaliste Cal McCaffrey.
Parallèlement à son métier d'acteur, John Simm travaille avec le groupe de musique New Order, et a en particulier réorchestré des chansons du groupe Joy Division (Digital, She's Lost Control).

## Biographie

### Jeunesse et études
John Ronald Simm nait et grandit dans le Lancashire au nord de l'Angleterre. Il est le fils du musicien Ronald Simm, qui lui transmet la passion de la musique et du métier de comédien. Après des études de théâtre à l'université, il rejoint une troupe amateur pour y faire ses armes en jouant le rôle-titre dans des pièces comme Billy Liar et Amadeus. À l'âge de dix-neuf ans, il s'installe à Londres où il suit les cours de comédie du Drama Centre London jusqu'en 1992.

### Carrière d'acteur
C'est en 1992 également que John Simm apparait pour la première fois à la télévision, dans la série Rumpole of the Bailey. Il enchaine ensuite rapidement avec divers petits rôles dans des fictions anglaises, dont Heartbeat et Cracker. En 1997, il se fait connaitre grâce à la série The Lakes, dans laquelle il incarne durant deux saisons le héros, Danny Kavanagh, en quête d'une nouvelle vie dans la campagne anglaise. Accédant ainsi à une plus grande notoriété au Royaume-Uni, c'est dans les salles obscures qu'il poursuit son parcours.
Entre 1999 et 2002, John Simm est ainsi à l'affiche des films Wonderland, Human Traffic, 24 Hour Party People et Miranda, dans lequel il donne la réplique à Christina Ricci et John Hurt. En 2003, il interprète Cal McCaffrey, dans le film Jeux de Pouvoir, aux côtés notamment de David Morrissey et James McAvoy.
Trois ans plus tard, il fait son retour sur le petit écran en obtenant le rôle principal de la série Life on Mars. Dans cette dernière, il joue un inspecteur de police qui, à la suite d'un accident en 2006, fait un bond dans le temps et se retrouve près de trente ans en arrière, en 1973. En 2007, le scénariste et producteur Russell T. Davies le choisit pour incarner le Maitre dans la reprise de la mythique série Doctor Who, où il donne une dimension unanimement saluée par la critique à ce personnage perturbé, à la fois inquiétant et touchant, aux relations complexes avec le Docteur. En 2011, enchaînant les séries télévisées, il figure au casting de nombreux programmes. On le voit ainsi entre autres dans Exile aux côtés d'Olivia Colman et Jim Broadbent, dans Mad Dogs de Chris Cole. Deux ans plus tard, il est à l'affiche de The Village de Peter Moffatt dans la peau de John Middleton. Puis le public le retrouvera comme premier rôle de la mini-série Prey, centrée sur un policier accusé d'un meurtre qu'il n'a pas commis, puis dans Intruders dans le costume d'un policier qui met tout en œuvre pour freiner la course au secret de l'immortalité.
En 2016, sa carrière le mène aux États-Unis, où il apparait dans plusieurs épisodes de la série  The Catch dans la peau de Rhys, dont la sœur Margot (Sonya Walger) est prête à tout pour prendre la direction de l'entreprise familiale. Puis il est en 2016 au casting de Le Code du Tueur. En 2017, il reprend son rôle du Maitre dans Doctor Who pour le double épisode L'Éternité devant soi et Le Docteur tombe.

### Vie privée
John Simm épouse l'actrice Kate Magowan en avril 2004. Ensemble, ils ont deux enfants : Ryan (aout 2001) et Molly Simm (2007).

## Filmographie

### Cinéma
- 1995 : Boston Kickout de Paul Hills : Phil
- 1997 : Diana & Me de David Parker : Neil
- 1999 : Human Traffic de Justin Kerrigan : Jip
- 1999 : Wonderland de Michael Winterbottom : Eddie
- 1999 : Understanding Jane de Caleb Lindsay : Oz
- 2002 : Miranda de Marc Munden : Frank
- 2002 : 24 Hour Party People de Michael Winterbottom : Bernard Sumner
- 2004 : Ten Minute Movie (court métrage) d'Imogen Murphy : Nick
- 2008 : Tuesday de Sacha Bennett : Silver
- 2012 : Everyday de Michael Winterbottom : Ian
- 2020 : Joey (court métrage) de William Ash et Andrew Knott : Joey

### Télévision

#### Années 1990
- 1992 : Rumpole of the Bailey (série télévisée) : Joby Jonson
- 1993 : Oasis (série télévisée) : Posh Roberts
- 1993 : Heartbeat (série télévisée) : Richard Francis
- 1993 : The Bill (série télévisée) : Paul Jeffries
- 1994 : A Pinch of Snuff (mini-série télévisée) : Clint Hepplewhite
- 1994 : Screen One (série télévisée) : Cecil
- 1994 : Men of the World (série télévisée) : Kendle Bains
- 1995 : Cracker (série télévisée) : Bill Nash
- 1995 : Chiller (série télévisée) : Gary Kingston
- 1995 : Here Comes the Mirror Man
- 1997 : The Locksmith (mini-série télévisée) : Paul
- 1997-1999 : The Lakes (série télévisée), saison 1 : Danny Kavanagh

#### Années 2000
- 2000 : Never Never (série télévisée) : John Parlour
- 2000 : Clocking Off (série télévisée) : Stuart Leach
- 2000 : Forgive and Forget (téléfilm) : Theo
- 2001 : Les Allumés (Spaced) (série télévisée) : Stephen Edwards
- 2001 : Is Harry on the Boat ? (téléfilm)
- 2002 : White Teeth (mini-série télévisée) : Mr. Hero
- 2002 : Crime and Punishment (téléfilm) : Rodion Raskolnikov
- 2002 : Magic Hour (téléfilm) : Alex
- 2003 : Jeux de pouvoir (State of Play) (mini-série télévisée) : Cal McCaffrey
- 2004 : Sex Traffic (mini-série télévisée) : Daniel Appleton
- 2004 : Imperium : Nerone (téléfilm) : Caligula
- 2004 : London : Friedrich Engels
- 2004 : The All Star Comedy Show (téléfilm) : rôles divers
- 2004 : The Canterbury Tales (mini-série télévisée) : Ace
- 2005 : Blue/Orange (téléfilm) de Howard Davies : Dr. Bruce Flaherty
- 2006-2007 : Life on Mars (série télévisée) : DCI/DI Sam Tyler
- 2007 : The Yellow House (téléfilm) de Chris Durlacher : Vincent van Gogh
- 2007 : Doctor Who (série télévisée) : le Maître (saison 3, 3 épisodes : Utopia , Que tapent les tambours, Le Dernier Seigneur du temps)
- 2008 : The Devil's Whore (mini-série télévisée) : Edward Sexby
- 2009 : Skellig (téléfilm) d'Annabel Jankel : Dave
- 2009 : Doctor Who (série télévisée) : le Maître (saison 4, 1 double-épisode : La Prophétie de Noël)

#### Années 2010
- 2010 : Doctor Who (série télévisée) : le Maître (Saison 4, 1 double-épisode : La Prophétie de Noël)
- 2010 : Moving On (série télévisée) : Moose / Mike
- 2011 : Exile (mini-série télévisée) : Tom Ronstadt
- 2011-2013 : Mad Dogs (série télévisée) : Lloyd Baxter
- 2012 : Fathers Day (téléfilm) : Dave
- 2013-2014 : The Village (série télévisée) : John Middleton
- 2014 : Intruders (série télévisée) : Jack Whelan
- 2014 : Prey (mini-série télévisée) : Marcus Farrow
- 2015 : Le Code du tueur (Code of a Killer) (mini-série télévisée) : Sir Alec Jeffreys
- 2016-2017 : The Catch (série télévisée), saison 1 et 2 : Rhys
- 2017 : Doctor Who (série télévisée) : le Maître (saison 10, 2 épisodes : L'Éternité devant soi, Le Docteur tombe)
- 2018 : Collateral (mini-série télévisée), 4 épisodes : David Mars
- 2018 : Trauma (mini-série télévisée), 3 épisodes : Dan Bowker
- 2018 : Strangers (série télévisée) : Jonah Mulray
- 2019 : Unaired Game of Thrones Prequel Pilot (téléfilm)
- 2020 : Cold Courage (série télévisée) : Arthur Fried
- 2021-2022 : Crime (série télévisée) : Gareth Horsborough, Mr Confectioner
- 2021-2024 : Grace (série télévisée) : DSI Roy Grace
- 2023 : Starstruck (série télévisée), 1 épisode : Martin
- 2023 : Hilda (série télévisée) : Anders (voix)
- 2025 : I, Jack Wright (série télévisée) : Gray Wright